# Luis Miró Quesada Garland
Luis José Antonio Miró Quesada Garland (Lima, 14 de mayo de 1914 - 14 de septiembre de 1994), también conocido con el sobrenombre de Cartucho, fue un arquitecto, docente, periodista, crítico de arte y ensayista peruano. Fue catedrático en la Universidad Nacional de Ingeniería donde fue decano de la Facultad de Arquitectura.

## Biografía
Fue miembro de la Familia Miró Quesada e hijo de Luis Miró Quesada de la Guerra y de Elvira Garland Roel. Estudió en el Colegio Sagrados Corazones Recoleta, institución de clase alta. Después ingresó a la Escuela de Ingenieros, hoy Universidad Nacional de Ingeniería, donde se graduó en 1936 en Ingeniería civil y en 1937 de arquitecto constructor.
Se casó con Leonor Válega Sayán, hija del comerciante italiano Tomás Valega Vasallo y nieta del exalcalde de Miraflores Manuel Bernardo Sayán y Palacios, con quien tuvo seis hijos. Entre ellos se encuentran Luis Miró Quesada Valega y Leonor Miró Quesada Valega, casada con Mariano Ignacio Prado Sosa, hijo de Mariano Prado Heudebert. Volvió a contraer matrimonio con Alicia Hudtwalcker Roose.
Su obra "Espacio en el Tiempo", publicada en 1945, es considerada como punto de inicio de la arquitectura moderna en el Perú. Lideró la agrupación Espacio, conformada por estudiantes, arquitectos, intelectuales y otros artistas, y que con un tono crítico, se manifestaban en contra de la arquitectura preponderante en el Perú de esos años. Las ideas de esta agrupación se ven condensadas en manifiestos, debates, conferencias y en su propia revista, también llamada Espacio, que llega a editar hasta once números.
Escribió para el periódico El Comercio, diario de su familia, publicando en 1938 sus primeras columnas sobre arquitectura, columnas que con el paso del tiempo abarcarían temáticas variadas como las de arte, política, economía y sociedad. Llegó a ser director del suplemento El Dominical y El Comercio Gráfico, y también se encargó de construir los nuevos talleres de este periódico en 1981. Además de esta labor editorial, publicó en diferentes revistas culturales como “Las Moradas” y “Amaru”.
Además de la prensa, fue profesor en la Facultad de Arquitectura, Urbanismo y Artes de la Universidad Nacional de Ingeniería, donde llegó a ser decano entre 1963 y 1964. Además, fue nombrado presidente del Instituto de Urbanismo del Perú.
A mediados de la década del 50, destaca por su defensa por el arte abstracto. En una publicación de 1966 denominada Arte en Debate, antología de escritos periodísticos aparecidos en diversos diarios como La Prensa y El Comercio, Luis Miró Quesada sostiene la tesis del arte por el arte frente a los defensores del arte social. Esta posición fue motivo de uno de sus tantas polémicas, en este caso, frente a Sebastián Salazar Bondy, su principal detractor.
Participó también en la vida política del país. Se integró el equipo del Plan de Gobierno del Frente Democrático (Fredemo), de tendencia libertaria, y fue Secretario de Ideología y asesor de Mario Vargas Llosa, cuando fue candidato a la presidencia del Perú por esa coalición política.
Falleció el 14 de septiembre de 1994 a la edad de 80 años.

## Producción escrita

### Espacio en el tiempo

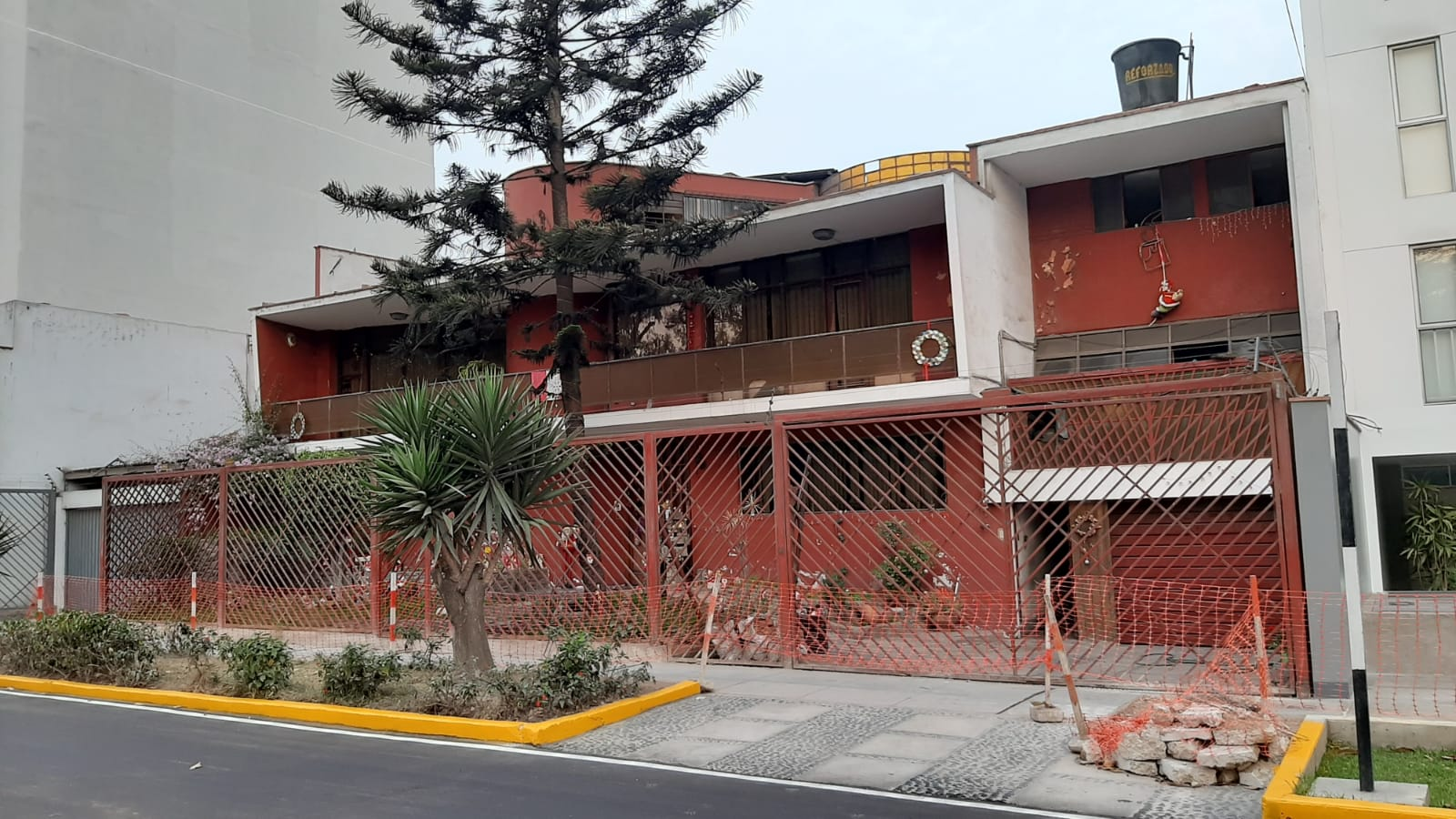
En la Casa Huiracocha, Miró Quesada aplicó los preceptos arquitectónicos que trató en su libro Espacio en el Tiempo.

A pesar de que en una primera etapa Miró Quesada se acerca al estilo neocolonial, pronto, influenciado por el cambiante contexto mundial posterior a la Segunda Guerra Mundial y por las ideas innovadoras de autores como Frank Lloyd Wright y Le Corbusier, gira hacia el modernismo. Este cambio se evidencia en su primer libro, Espacio en el Tiempo. La arquitectura moderna como fenómeno cultural, texto publicado en 1945 que toma muchos aspectos teóricos de Hacia un arquitectura, libro icónico de Le Corbusier, y que es considerado como el primer tratado de arquitectura moderna en el Perú, y por tanto fundamental para entender la arquitectura peruana del siglo XX.
En este libro, Luis Miró Quesada aboga por la necesidad de ser consecuente con nuestro espacio y tiempo, dos elementos esenciales que conforman su concepción artística de la arquitectura. Su propuesta evidencia un quiebre respecto a los estilos nostálgicos de la arquitectura que centraban su mirada en el pasado. Al igual que Le Corbusier y su visión funcionalista, consideraba que la labor del arquitecto debía centrarse en adaptar los cambios relacionados con la innovación científica en la arquitectura.
El libro se divide en dos partes, la primera dedicada a los fundamentos de la nueva arquitectura, posicionando su discurso frente al Movimiento Moderno, y la segunda centrada en aspectos operativos-proyectuales, vinculados a la estética arquitectónica, como la abstracción formal, la proporción, el ritmo, la geometría, la expresión estética, a manera de manual académico-profesional. 
Por último, una de las ideas más fuertes del texto señala que la asimilación e interpretación teórica local de los conceptos provenientes de la modernidad artística y arquitectónica producida en otras latitudes debe estar sujeta a cambios y reinterpretaciones, pues referirnos a ellos tal cual se los concibió puede resultar en términos imprecisos, difusos y limitados. Por eso, deja de lado el concepto de arquitectura moderna y propone llamar "arquitectura viviente" al movimiento renovador arquitectónico que estaba formando.

## Obras y proyectos

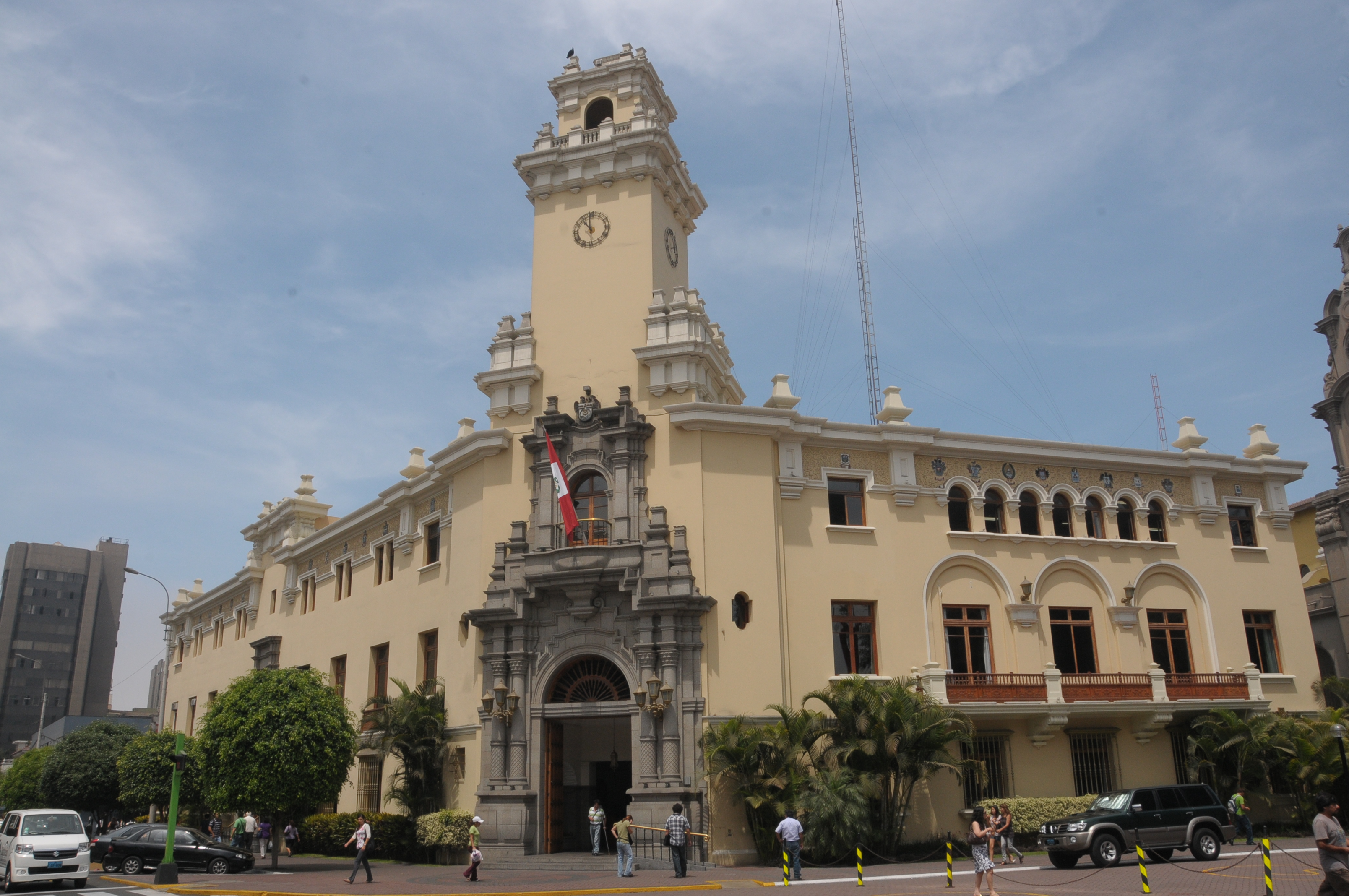
El edificio de la Municipalidad de Miraflores fue uno de los primeros proyectos de Miró Quesada, quien luego se distanciaría de los estilos historicistas para asumir una postura moderna.

- Municipalidad de Miraflores (1940-1944)
- Casa Gabaldoni (1944-1945)
- Casa Huiracocha (1946-1948)
- Quinta Moncloa (1949-1950)
- Casa de María Garland de Miró Quesada (1949)
- Plano Piloto del Cuzco (1949)
- Edificio de Radio El Sol (1953-1954)
- Estudio de rehabilitación urbanística de la metrópoli Chan Chan (1956-1957)
- Cementerio El Angel (1956-1957) (junto con Simón Ortiz)
- Vivienda Social de la Sociedad de Beneficencia de Lima (1958)
- Edificios en el Hospital Larco Herrera (1958)
- Edificio Tortuga (1959)
- Ampliación de la Plaza de Acho (1961)
- Patio de la Facultad de Arquitectura (1964)
- Residencial Palomino (1965-1966)
- La casa Previ (1967) (junto a Williams y Nuñez)
- Casa Hudtwalcker (1971-1972)
- Hotel de Turistas del Cuzco (1973)
- Caja Militar Policial (1976)
- Conjunto residencial La Arboleda (1981)
- Talleres de El Comercio (1981-1982)
- Museo de Arte Contemporáneo (1989)[6]

## Publicaciones
- Miró Quesada, L. (1945). Espacio en el Tiempo. La Arquitectura como fenómeno cultural. Lima: Compañía de Impresiones y Publicidad.
- Miró Quesada, L. (1966). Arte en Debate. Lima: Facultad de Arquitectura, Universidad Nacional de Ingeniería.
- Miró Quesada, L. (1976). Arquitectura en la cerámica precolombina, Lima del 7 al 30 de junio. Lima : Galería Banco Continental.
- Miró Quesada, L. (2003) (2da ed.). Introducción a la teoría del diseño arquitectónico. Lima: Facultad de Arquitectura, Universidad Nacional de Ingeniería

## Premios y reconocimientos
- Sala de Exposiciones "Luis Miró Quesada Garland", ubicada en la Municipalidad de Miraflores,
- Premios a los Valores Ciudadanos Luis Miró Quesada Garland.